# 玛格达莱娜·阿巴卡诺维奇
玛尔塔·玛格达莱娜·阿巴卡诺维奇-科斯莫夫斯卡（波蘭語：Marta Magdalena Abakanowicz-Kosmowska，波蘭語發音：[maɡdaˈlɛna abakaˈnɔvit͡ʂ]；1930年6月20日—2017年4月20日），是一名波兰雕刻家、纤维艺术家。她被認為是戰後最有影響力的波蘭藝術家之一。
她擅长运用化纤材料來作画。1965年至1990年，担任波兹南艺术大学教授、1984年，曾任加州大学洛杉矶分校访问学者。
2017年4月20日，因病在华沙去世，享年86岁。